# Twoism
Twoism – debiutancki minialbum Boards of Canada z 1995 roku, który doczekał się zremasterowanej reedycji przez wytwórnię Warp Records w 2002 roku. Oryginalna wersja ukazała się jedynie na kasecie i winylu w limitowanych do 100 sztuk edycjach, wydanych przez niezależną wytwórnię Music70, należącą do zespołu. W oryginalnej wersji jako członek zespołu był wymieniany także Chris H., natomiast na reedycji zespół podpisany jest już jako duet.

## Historia i wydania
Minialbum Twoism został nagrany przez Boards of Canada latem 1995 roku w studiu Hexagon Sun i wydany nakładem własnym jako płyta winylowa w liczbie 100 egzemplarzy oraz na kasecie magnetofonowej. Jako trzeci muzyk i współproducent został wymieniony Chris H. (Chris Horne). Wydawnictwo zostało zrealizowane jako demo, a zamiarem zespołu było rozesłanie go do wytwórni płytowych i do tych artystów, których zespół wówczas słuchał.
W 2002 roku cena za 1 egzemplarz winylowej płyty przekroczyła na aukcji eBay 1000 dolarów, co z kolei przewyższyło cenę 1 egzemplarza płyty testowej „Hey Jude” (z białą etykietą) zespołu The Beatles. To skłoniło Marcusa Eoina i Michaela Sandisonów do cyfrowej reedycji pierwotnego, winylowego wydania. Zremasterowana CD została wydana 25 listopada 2002 roku przez wytwórnię Warp Records. 

## Muzyka
Twoism to zbiór przestrzennych, skrzących się i lodowatych tonów oraz dysonansowych, melancholijnych melodii na tle oszczędnych hip-hopowych beatów, ale z osobliwie zamierzonym 'zniekształceniem' w produkcji. Każda melodia została stworzona tak, by kołysać się i lekko drżeć, jak zniszczona muzyka ze starej, zużytej kasety.

## Lista utworów

### EP
Lista według Discogs:    
| 1. | Sixtyniner | 5:40  |
|    |            |       |
| 2. | Oirectine  | 5:11  |
|    |            |       |
| 3. | Iced Cooly | 2:22  |
|    |            |       |
| 4. | Basefree   | 6:35  |
|    |            |       |
|    |            | 19:48 |
|    |            |       |

| 1. | Twoism           | 6:06  |
|    |                  |       |
| 2. | Seeya Later      | 4:33  |
|    |                  |       |
| 3. | Melissa Juice    | 1:32  |
|    |                  |       |
| 4. | Smokes Quantity  | 3:07  |
|    |                  |       |
| 5. | 1986 Summer Fire | 1:36  |
|    |                  |       |
|    |                  | 16:54 |
|    |                  |       |

| 1. | Sixtyniner                         | 5:17  |
|    |                                    |       |
| 2. | Oirectine                          | 5:11  |
|    |                                    |       |
| 3. | Iced Cooly                         | 2:22  |
|    |                                    |       |
| 4. | Basefree                           | 6:31  |
|    |                                    |       |
| 5. | Twoism                             | 6:05  |
|    |                                    |       |
| 6. | Seeya Later                        | 4:33  |
|    |                                    |       |
| 7. | Melissa Juice                      | 1:32  |
|    |                                    |       |
| 8. | Smokes Quantity / 1986 Summer Fire | 4:48  |
|    |                                    |       |
|    |                                    | 36:19 |
|    |                                    |       |

## Odbiór

### Opinie krytyków
| Oceny łączne      | Oceny łączne |
| Publikacja        | Ocena        |
| ----------------- | ------------ |
| Album of the Year | 78/100       |
| Metacritic        | 80/100       |
| Recenzje          |              |
| Publikacja        | Ocena        |
| AllMusic          | [ 2 ]        |
| Drowned in Sound  | 8/10         |
| Pitchfork         | 7/10         |
| RYM               | 3.63/5       |
| Sputnikmusic      | 4.0/5        |
| Tiny Mix Tapes    | [ 13 ]       |

Minialbum uzyskał na ogół korzystne oceny na podstawie 7 recenzji krytycznych zebranych w Metacritic.
„EP-ka Twoism z 1995 roku wyznaczyła wysoki standard dla przyszłej produkcji Boards of Canada” – ocenia John Bush z AllMusic. Dla tych, którzy próbują porównać go do długogrającego debiutu (Music Has the Right to Children), wypada zaskakująco dobrze. Z wyjątkiem sztywnego perkusyjnego monstrum 'Basefree' (który brzmi trochę jak Aphex Twin z około 1992 roku), Twoism zawiera tę samą niesamowicie upiorną, teksturowaną emotronikę, którą fani będą chcieli usłyszeć, a wszystko na tak wysokim poziomie jak Music Has the Right to Children” – podsumowuje.
Na utwór Basefree zwraca również uwagę Andy Beta z magazynu Pitchfork nazywając go „tak zawiłym jak Autechre w tamtym czasie i jednym z najbardziej skomplikowanych rytmicznie utworów Boards of Canada”. W utworze Sixtyniner z kolei dopatruje się wplywu numerologii. Od strony brzmieniowej natomiast określa Twoism jako „charakterystyczny znak czasów, w których powstała” dając wydawnictwu 7 punktów z 10.
Według Benjamina Blanda z magazynu Drowned in Sound „Twoism, oryginalnie wydany w 1995 roku, prezentuje nam Boards of Canada, który jest młodzieńczy i naiwny (…). Niemniej jednak jest to urocza płyta. Osiem utworów (dziewięć, jeśli wliczyć niewymieniony bonus na końcu 'Smokes Quantity') przyjemnie bulgoczącego ambientowego techno, wolnego od ciężaru twórczej konieczności i mroku, który z czasem powoli wkradał się do ich twórczości.
„Twoism nie wygląda na porządne wydawnictwo, a utwory są bardzo podstawowe w swojej strukturze. Ma to lekki efekt 'wytnij i wklej', który pozostawia wrażenie niedokończonej pracy nad płytą, ale poszczególne utwory są znakomite i są po prostu obowiązkową pozycją dla fanów Boards of Canada, którzy są ciekawi usłyszeć, gdzie zaczynali najlepsi szkoccy DJ-e” – twierdzi Noel Dix z magazynu Exclaim!.
Zdaniem Tamary Palmer z Billboardu „Twoism jest orzeźwiająco niemodny” a jego utwory sprawiają wrażenie, że duet „ma obsesję na punkcie swojego sprzętu studyjnego”.
Heath K. Hignight z CMJ New Music Monthly uważa, iż pomimo wydanych wcześniej albumów Music Has the Right to Children i Geogaddi Twoism [z 2002 roku] „stoi ramię w ramię z Hi Scores jako najważniejsze wydawnictwo zespołu”.

### Listy tygodniowe
| Kraj              | Lista                       | Pozycja |
| ----------------- | --------------------------- | ------- |
| Stany Zjednoczone | Top Dance/Electronic Albums | 16      |